# Banovci (Nijemci)

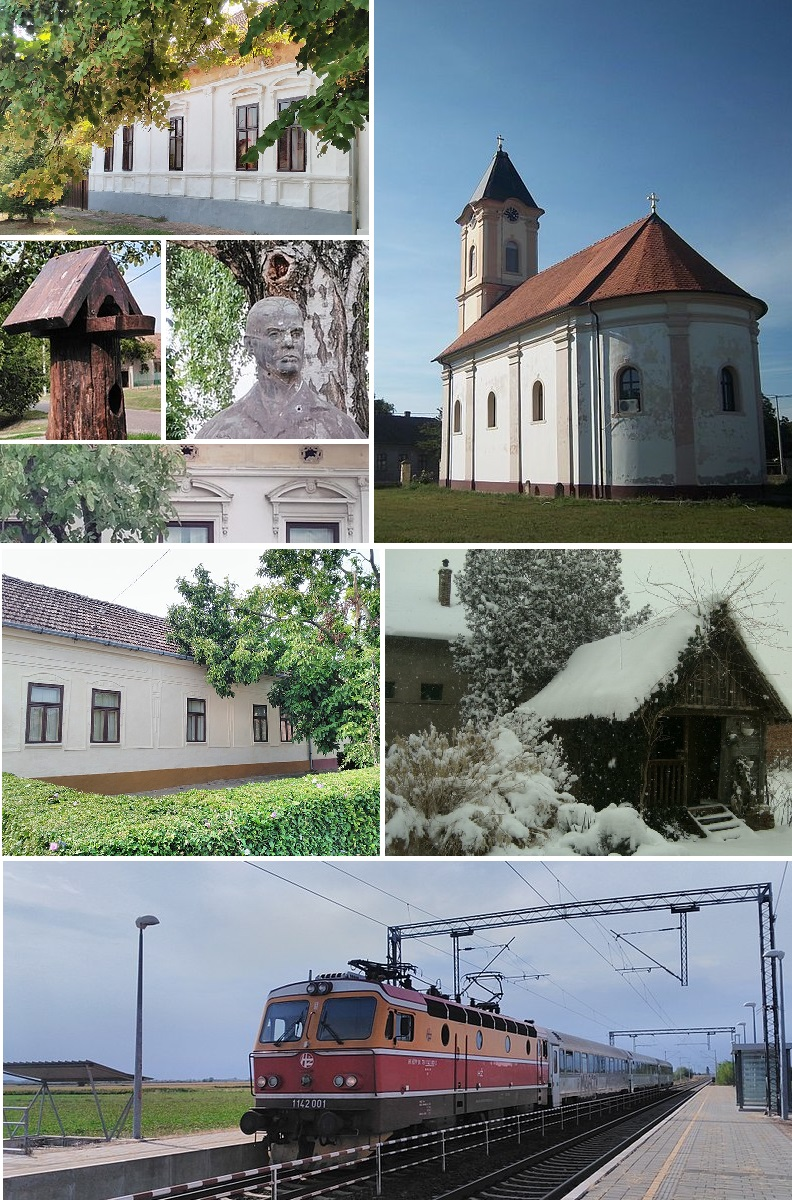

Banovci ist ein Dorf in Kroatien. Es gehört zur Gemeinde Nijemci in der Gespanschaft Vukovar-Srijem.

## Lage
Banovci liegt an der Grenze zu Serbien (10 km) nahe der serbischen Region Srem. Das Dorf hat 479 Einwohner (Stand 2001).

## Geschichte
Vor dem Zweiten Weltkrieg lebte eine Reihe von Deutschen in dem Dorf. Nach dem Krieg zogen sie nach Österreich. Heute ist die Mehrheit der Bewohner serbischer Herkunft.
Nach der Volkszählung aus dem Jahr 1910 hatte Banovci 990 Einwohner, davon 686 Deutsche.

## Persönlichkeiten
- Günter Stock
- Slobodan Bajić Paja

Koordinaten: 45° 11′ N, 19° 4′ O